# Teófimo López
Teófimo Andrés López Ochoa (Brooklyn, Nueva York, 30 de julio de 1997) es un boxeador profesional estadounidense y hondureño, excampeón unificado mundial de peso ligero. Como amateur, compitió en los Juegos Olímpicos de Río de Janeiro 2016 representando a Honduras. Posteriormente, se convirtió en el primer campeón mundial de boxeo amateur representante de Honduras. En 2020, fue elegido como el boxeador del año.[cita requerida]

## Juventud
Teófimo López nació en Brooklyn, Nueva York, siendo hijo de padres hondureños. Poco después su familia se mudó a Davie (Florida), donde reside desde entonces. Su padre, el señor Teófimo López comenzó a entrenarlo en boxeo a la edad de 6 años, habiendo estado involucrado en otros deportes en su juventud.

## Inicios
López ganó las eliminatorias para representar a EE. UU. en los Juegos Olímpicos de 2016 en peso ligero (60 kg), sin embargo luego fue informado que no lo podría hacer, pues Carlos Balderas ya había asegurado su participación en esa categoría al haberse convertido en campeón de la Serie Mundial de Boxeo de la Asociación Internacional de Boxeo (AIBA). Al tener la nacionalidad hondureña por consanguinidad, fue elegible para representar a Honduras en esos Juegos, donde perdió en su primera pelea contra el boxeador francés y eventual medallista de plata Sofiane Oumiha.
En 2015, Teófimo había ganado también el Campeonato Nacional de Guantes de Oro en peso ligero. Su récord como amateur fue de 150 victorias y 20 derrotas.

## Carrera profesional
López firmó con Top Rank en octubre de 2016, e hizo su debut peleando contra el mexicano Ishwar Siqueros en la previa de la pelea entre Manny Pacquiao vs. Jessie Vargas en noviembre del mismo año.
En diciembre de 2019 derrotó a Richard Commey, obteniendo el título mundial de peso ligero de la Federación Internacional de Boxeo y convirtiéndose en el primer boxeador de nacionalidad hondureña en obtener un título mundial de boxeo. Posteriormente, en octubre de 2020, derrotó a Vasyl Lomachenko, obteniendo los títulos de la Asociación Mundial de Boxeo, Organización Mundial de Boxeo y del campeonato Franquicia del Consejo Mundial de Boxeo, convirtiéndose así en campeón unificado de peso ligero.
En noviembre de 2021 cae ante George Kambosos Jr., perdiendo así su condición de invicto y los títulos de la Asociación Mundial de Boxeo, Organización Mundial de Boxeo y Federación Internacional de Boxeo.

### Récord profesional
| N.º | Resultado | Récord | Oponente            | Método              | Asalto - Tiempo | Ubicación                                               | Fecha                   | Notas |
| --- | --------- | ------ | ------------------- | ------------------- | --------------- | ------------------------------------------------------- | ----------------------- | --- |
| 22  | Victoria  | 21 - 1 | Steve Claggett      | Decisión (Unánime)  | 12              | James L. Knight Center, Miami Beach, EE. UU.            | 29 de junio de 2024     | Retiene el título de campeón mundial por la WBO del Peso Superligero.                                                                                  |
| 21  | Victoria  | 20 - 1 | Jamaine Ortiz       | Decisión (Unánime)  | 12              | Michelob Ultra Arena, Las Vegas, Nevada, EE. UU.        | 8 de febrero de 2024    | Retiene el título de campeón mundial por la WBO del Peso Superligero.                                                                                  |
| 20  | Victoria  | 19 - 1 | Josh Taylor         | Decisión (Unánime)  | 12              | Madison Square Garden, Nueva York, EE. UU.              | 10 de junio de 2023     | Obtiene el título de campeón mundial por la WBO del Peso Superligero.                                                                                  |
| 19  | Victoria  | 18 - 1 | Sandor Martin       | Decisión (dividida) | 10              | Madison Square Garden, Nueva York, EE. UU.              | 10 de diciembre de 2022 | Retiene el título WBO International vacantes del Peso Superligero.                                                                                     |
| 18  | Victoria  | 17 - 1 | Pedro Campa         | TKO                 | 7 (10), 2:14    | Resorts World Las Vegas, Las Vegas, Nevada, EE. UU.     | 13 de agosto de 2022    | Gana los títulos WBC-NABF y WBO International vacantes del Peso Superligero.                                                                           |
| 17  | Derrota   | 16 - 1 | George Kambosos Jr. | Decisión (dividida) | 12              | Hulu Theater, Ciudad de New York, EE. UU.               | 27 de noviembre de 2021 | Pierde los títulos mundiales WBC (Franquicia), WBA (Super), IBF, WBO, The Ring y Lineal del Peso Ligero                                                |
| 16  | Victoria  | 16 - 0 | Vasyl Lomachenko    | Decisión (unánime)  | 12              | MGM Grand Las Vegas, Paradise, EE. UU.                  | 17 de octubre de 2020   | Gana los títulos mundiales WBC (Franquicia), WBA (Super), WBO, The Ring y Lineal del Peso Ligero Retiene el título mundial de la IBF en el Peso Ligero |
| 15  | Victoria  | 15 - 0 | Richard Commey      | TKO                 | 2 (12), 1:13    | Madison Square Garden, Nueva York, EE. UU.              | 14 de diciembre de 2019 | Gana el título mundial de la IBF en el Peso Ligero |
| 14  | Victoria  | 14 - 0 | Masayosji Nakatani  | Decisión (unánime)  | 12              | MGM National Harbor, Oxon Hill (Maryland), EE. UU.      | 19 de julio de 2019     | |
| 13  | Victoria  | 13 - 0 | Edis Tatl           | KO                  | 5 de 12, 1:32   | Madison Square Garden, Ciudad de Nueva York, EE. UU.    | 20 de abril de 2019     | Retiene el título de la WBC-NABF en el Peso Ligero |
| 12  | Victoria  | 12 - 0 | Diego Magdaleno     | KO                  | 7 de 10, 1:08   | The Ford Center at The Star, Frisco (Texas), EE. UU.    | 2 de febrero de 2019    | Retiene los títulos WBC-NABF e IBF-USBA en el Peso Ligero                                                                                              |
| 11  | Victoria  | 11 - 0 | Masón Menard        | KO                  | 1 de 10, 0:44   | Hulu Theater, Ciudad de New York, EE. UU.               | 8 de diciembre de 2018  | Ganó los títulos vacantes WBA - NABA, WBC-NABF e IBF - USBA en el Peso Ligero                                                                          |
| 10  | Victoria  | 10 - 0 | William Silva       | TKO                 | 6 de 10, 0:15   | Lakefront Arena, New Orleans (Luisiana), EE. UU.        | 14 de julio de 2018     | Ganó el título vacante WBC Continental Americas en el Peso Ligero                                                                                      |
| 9   | Victoria  | 9 - 0  | Vitor Jones Freitas | KO                  | 1 de 8, 1:04    | Madison Square Garden, Ciudad de New York, EE. UU.      | 12 de mayo de 2018      | |
| 8   | Victoria  | 8 - 0  | Juan Pablo Sánchez  | Decisión (unánime)  | 6               | American Bank Center, Corpus Christi (Texas), EE. UU.   | 3 de febrero de 2018    | |
| 7   | Victoria  | 7 - 0  | Josh Ross           | TKO                 | 2 de 6, 1:57    | A La Carte Event Pavilion, Tampa (Florida), EE. UU.     | 13 de octubre de 2017   | |
| 6   | Victoria  | 6 - 0  | Cristian Santibanez | Decisión (unánime)  | 6               | A La Carte Event Pavilion, Tampa (Florida), EE. UU.     | 7 de julio de 2017      | |
| 5   | Victoria  | 4 - 0  | Ronald Rivas        | KO                  | 2 de 6, 2:21    | Madison Square Garden, Ciudad de New York, EE. UU.      | 20 de mayo de 2017      | |
| 4   | Victoria  | 5 - 0  | Jorge Luis Murguía  | TKO                 | 2 de 6, 0:48    | Osceola Heritage Center, Kissimmee (Florida), EE. UU.   | 21 de abril de 2017     | |
| 3   | Victoria  | 3 - 0  | Daniel Bastien      | KO                  | 2 de 6, 0:39    | Hulu Theater, Ciudad de New York City, EE. UU.          | 17 de marzo de 2017     | |
| 2   | Victoria  | 2 - 0  | Francisco Medel     | TKO                 | 4 de 4, 0:58    | Tony Rosa Community Center, Palm Bay (Florida), EE. UU. | 21 de febrero de 2017   | |
| 1   | Victoria  | 1 - 0  | Ishwar Siqueiros    | KO                  | 2 de 4, 2:03    | Thomas & Mack Center, Paradise (Nevada), U.S.           | 5 de noviembre de 2016  | |